# Feedback (BoAの曲)
『Feedback』(フィードバック)はBoAの配信限定シングル。

## 解説
シングルとしては、『スキだよ -MY LOVE-/AMOR』から僅か1ヶ月での発売となり、韓国語詞での楽曲は2018年配信の『NEGA DOLA』以来約1年5ヶ月となる。
本作は韓国のラッパーNucksalとのコラボレーション楽曲になっており、BoA自身が作詞、作曲、編曲を行っている他、Nucksal自身も作詞、作曲に参加、共同作となっている。
本作は配信開始前日の2019年6月4日に各音楽配信サイトにて公開され、同時にビデオ・クリップも公開がなされており、ギター演奏に爽やかさを感じさせるサウンドが合わさったダンスポップに仕上げられているのだと言う。
歌詞の内容としては、愛の確信が欲しいと言う強い想いを描いた内容となっている。

## 収録曲
1. Feedback
作詞・作曲：BoA、Haun Kim、Nicksal / 編曲：BoA